# Västra Eds distrikt
Västra Eds distrikt är ett distrikt i Västerviks kommun och Kalmar län. 
Distriktet ligger i norra delen av kommunen. 

## Tidigare administrativ tillhörighet
Distriktet inrättades 2016 och utgörs av socknen Västra Ed i Västerviks kommun.
Området motsvarar den omfattning Västra Eds församling hade vid årsskiftet 1999/2000.